# Sportivnaja čest'
Sportivnaja čest' (Спортивная честь) è un film del 1951 diretto da Vladimir Michajlovič Petrov.